# Behorlegi
Behorlegi (en francès i oficialment Béhorléguy), és un municipi de la Nafarroa Beherea (Baixa Navarra), un dels set territoris que formen Euskal Herria, al departament dels Pirineus Atlàntics i a la regió de la Nova Aquitània. Limita amb les comunes de Hozta al nord, Donaixti-Ibarre al nord-est, Lekunberri al nord-oest, Altzürükü a l'est i Mendibe al sud.

## Demografia
| 1901 | 1962 | 1968 | 1975 | 1982 | 1990 | 1999 |
| --- | ---- | ---- | ---- | ---- | ---- | ---- |
| 160 | 135  | 121  | 112  | 91   | 72   | 72   |
| A partir de 1962, el cens té en compte la població resident definida com a "Population sans doubles comptes" per l'INSEE |      |      |      |      |      |      |